# 雙側水母綱
雙側水母綱（學名：Dipleurozoa）是已滅絕的前分節動物門下的一綱，其下皆為化石物種，生存在埃迪卡拉紀的海洋中，以狄更遜水母為代表，因此本綱又名為「狄更遜水母形綱（Dickinsoniomorpha）」。
它們的身體乍看之下是兩側對稱且分節，然而身體中軸線兩側的體節並非成對排列，而是相互交錯排列的，這種具有滑移對稱性質的體節被稱為異構體節。
它們的身體有分前後端，出土的痕跡化石表明它們具有一定的運動能力。科學家假設它們可以從體表攝取微生物，並利用腹面消化，和今日的原始動物類群──扁盤動物門相似。

## 圖片

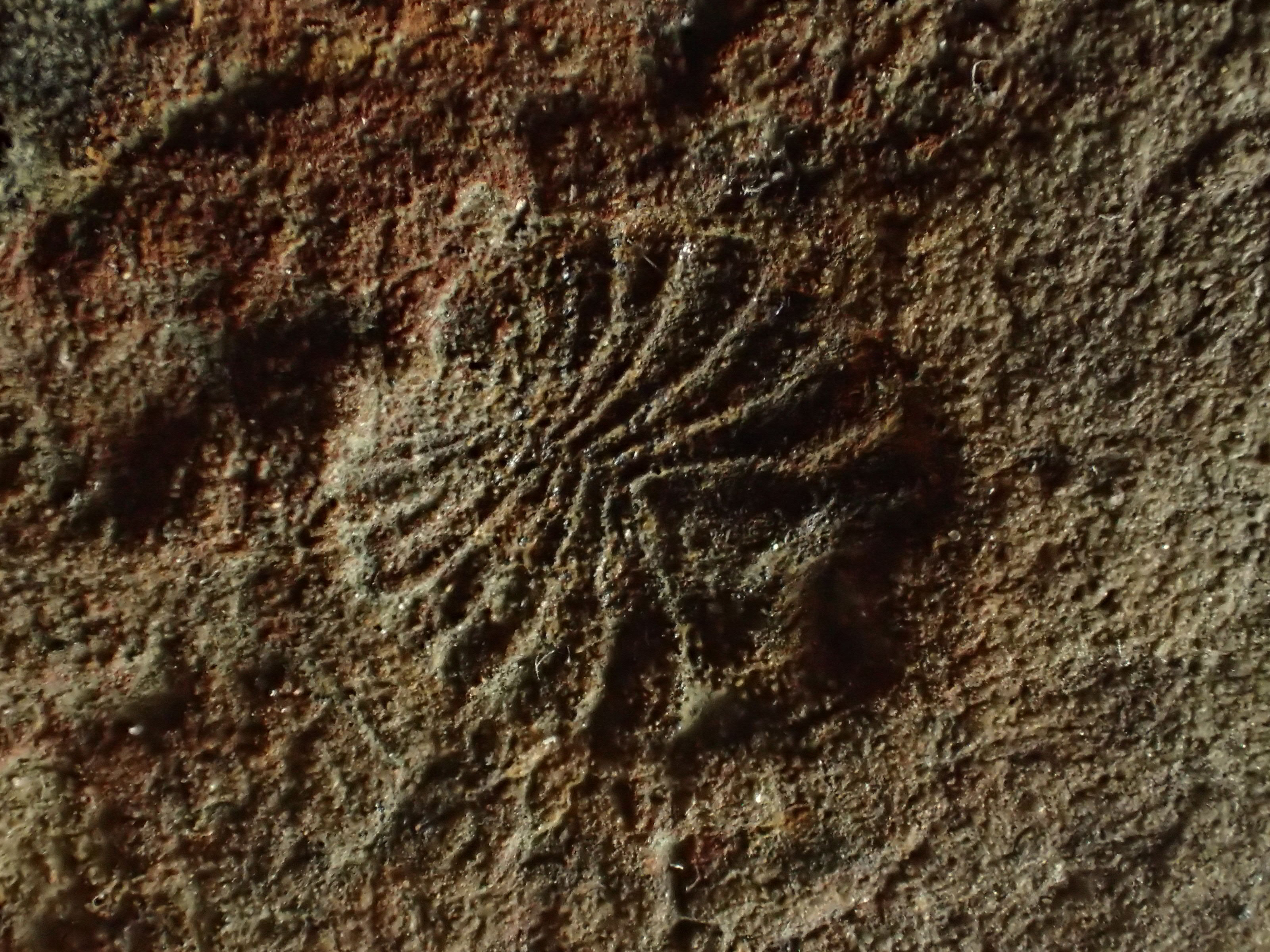
曼氏狄更遜水母（Dickinsonia menneri）
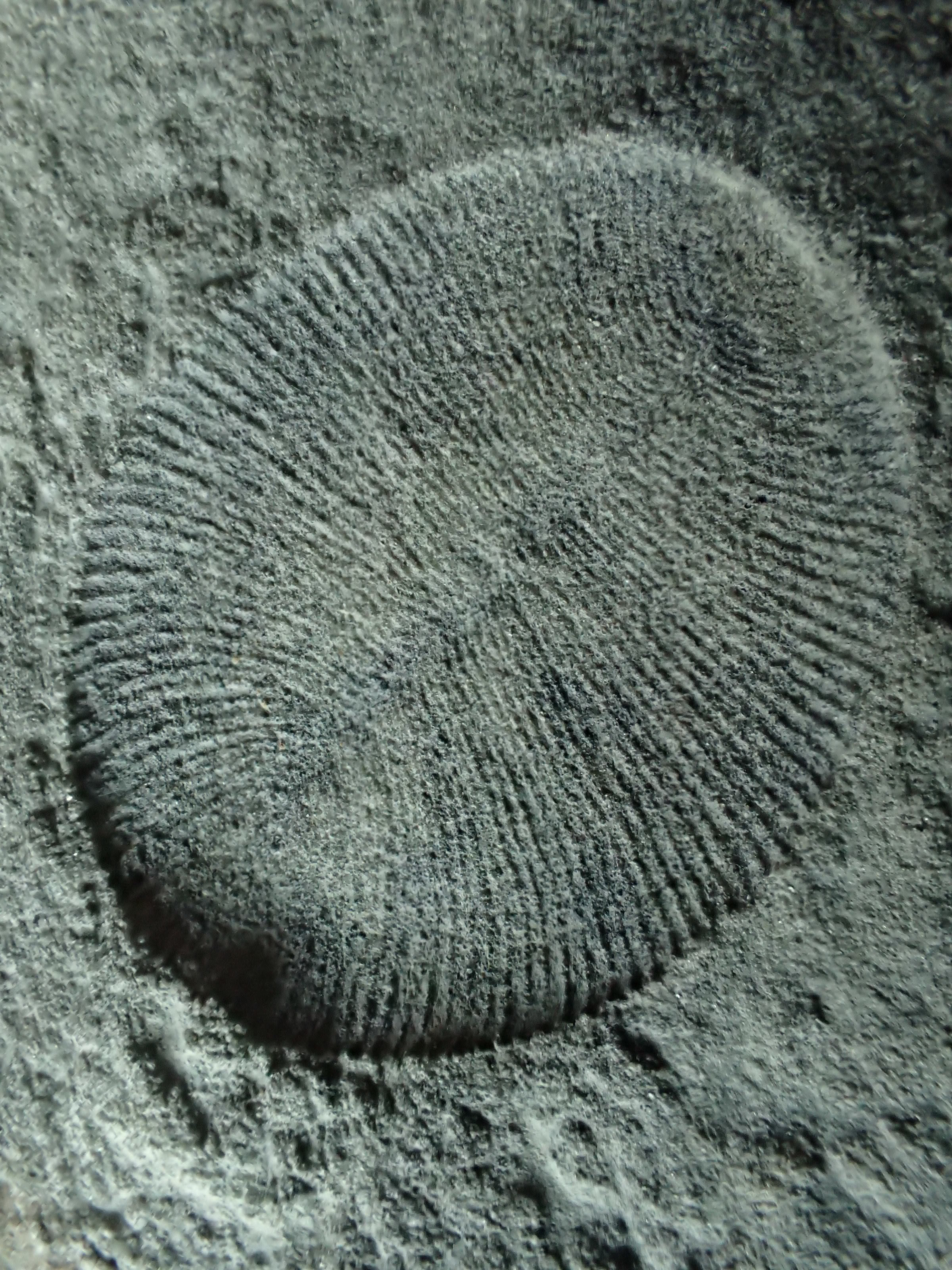
纖細狄更遜水母（Dickinsonia tenuis）
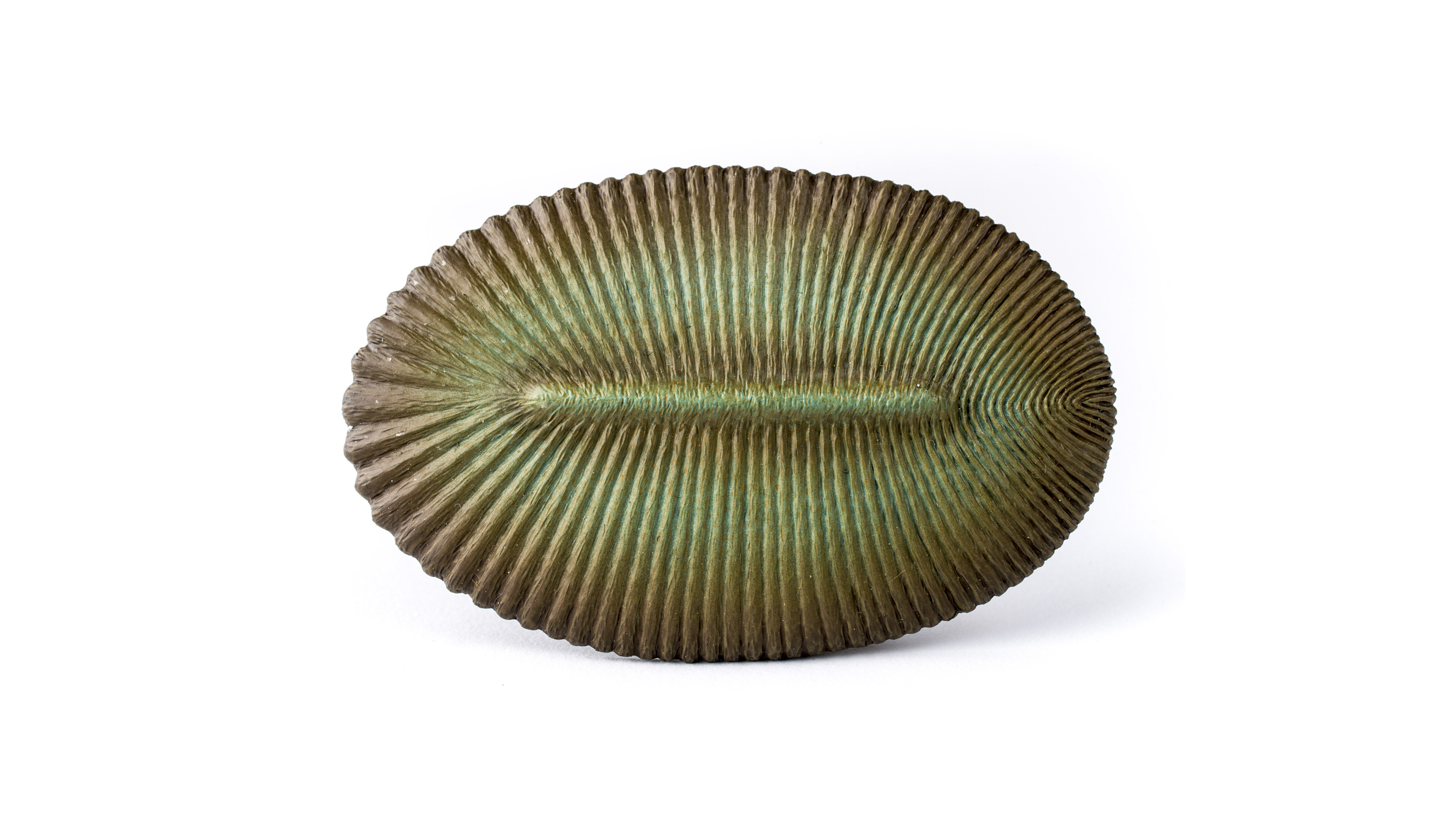
肋脈狄更遜水母（Dickinsonia costata）
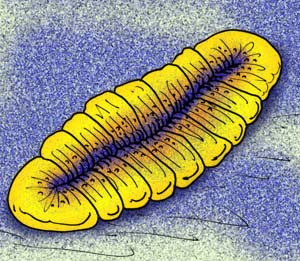
艾氏溫德米爾水母（Windermeria aitkeni）